# T Ursae Minoris
T Ursae Minoris (T UMi) è una stella nella costellazione dell'Orsa minore, situata a 2'30" a ovest-sud-ovest di 3 Ursae Minoris verso il confine occidentale della costellazione del Dragone. 

## Caratteristiche
Si tratta di una gigante rossa che oscilla tra i tipi spettrali M4e e M6e e con una temperatura superficiale di 3300 K, è una variabile Mira di lungo periodo che va da magnitudine 7,8 a 15. Queste caratteristiche sono tipiche di stelle anziane altamente evolute che si trovano sul ramo asintotico delle giganti, la loro vasta ampiezza di magnitudine li rende obiettivi ideali per il monitoraggio da parte di astronomi amatoriali. 
T Ursae Minoris è stata attentamente monitorata sin dal 1905. Fino al 1979, la sua luminosità era variata per un periodo compreso tra 310 e 315 giorni. Tuttavia, dal 1979 il suo periodo diminuì improvvisamente a 274 giorni e da allora sembrò diminuire di 2,75 giorni per ciclo. Gli astronomi osservatori di stelle variabili Janet Mattei e Grant Foster hanno ipotizzato che la stella avesse appena subito un flash dell'elio – un punto in cui "il guscio di elio attorno al nucleo denso della stella raggiunge una massa critica e si accende", che "influenza la pulsazione della stella attraverso cambiamenti nella luminosità superficiale e nel raggio". A metà del 2008, il suo periodo era sceso a 230 giorni (rimuovendola così per definizione dalla classe delle variabili Mira), prima di passare alla pulsazione di una stella variabile semiregolare, con un periodo dominante di 113,6 giorni. Questo è stato il cambiamento più drastico mai osservato in una variabile Mira. La mancanza di tecnezio nel suo spettro indica che la stella non è di età avanzata come altre stelle di tipo Mira, in quanto non ha ancora prelevato questo tipo di materiale dal suo nucleo o non ha massa sufficiente perché ciò avvenga. 